# 建安七子
建安七子，又號鄴中七子，是指东汉末年汉献帝建安年间的七位文学家：孔融、陳琳、王粲、徐幹、阮瑀、应玚、刘桢。同时代曹丕的《典論·論文》首次将他们相提并论，七子与“三曹”往往被视作三国时期文学成就的代表。

## 简介
曹丕在《典论·论文》中评价：“今之文人，鲁国孔融文举、广陵陳琳孔璋、山阳王粲仲宣、北海徐幹伟长、陈留阮瑀元瑜、汝南应玚德琏、东平刘桢公幹。斯七子者。于学无所遗、于辞无所假，咸以自骋骥騄于千里，仰齐足而并驰。”又說：「王粲長於辭賦，徐幹時有齊氣，然粲之匹也。如粲之初征，登樓，槐賦，征思，幹之玄猿，漏卮，圓扇，橘賦，雖張，蔡不過也。然於他文，未能稱是。琳，瑀之章表書記，今之雋也。應瑒和而不壯，劉楨壯而不密。孔融體氣高妙，有過人者；然不能持論，理不勝辭；以至乎雜以嘲戲；及其所善，揚、班疇也」。
“建安七子”与“三曹”构成建安作家的主力，对诗、赋、散文的发展，都曾作过贡献。王粲在詩賦上的成就高於其他六人。劉勰《文心雕龍‧才略》提到：「仲宣溢才，捷而能密，文多兼善，辭少瑕累，摘其詩賦，則七子之冠冕乎。」王粲的哀思最能表現在作品上，其代表就是《七哀詩》與《登樓賦》。最能代表建安文學的精神。王粲《七哀詩》吟道：「出門無所見，白骨蔽平原。路有飢婦人，抱子棄草間。」把在亂世的經歷見聞，融入於作品之中，留下最真實的記錄。
建安七子當中，除孔融與曹操不睦外，其他六人都歸順曹操幕下。孔融被曹操斬殺後，曹丕仍以重金向天下廣徵孔融的文章。
建安二十二年（217年）冬天，北方發生一場大瘟疫，除了孔融、阮瑀早死之外，王粲也早在同年正月因為麻風去世，建安七子之中剩下的陳、徐、應、劉四人竟全死於这次傳染病。當時為魏王世子的曹丕在第二年給吳質的信中說：「親故多離其災，徐、陳、應、劉一時俱逝」，曹丕非常憂傷，因他與此五人「行則連輿，止則接席」。曹植《說疫氣》描述當時疫病流行的慘狀說：“建安二十二年，癘氣流行，家家有僵屍之痛，室室有號泣之哀。或闔門而殪，或覆族而喪。”

## 参看
- 三曹
- 建安文學
- 中国历代文人并称
- 建安二十二年瘟疫